# Mitsuteru Watanabe
Mitsuteru Watanabe (渡辺 光輝?, Watanabe Mitsuteru; Prefettura di Shizuoka, 10 aprile 1974) è un ex calciatore giapponese, di ruolo difensore.